# Israel Holmgren
Israel Frithiofsson Holmgren, född den 12 juni 1871 i Uppsala, död den 20 september 1961 på Ekerö, var en svensk forskare, läkare och politiker (frisinnad). Han var professor vid Karolinska institutet.

## Biografi

### Familjebakgrund
Israel Holmgren var son till professorn Frithiof Holmgren och författarinnan Ann Margret Holmgren, född Tersmeden. Han var bror till bland andra marinofficeren och riksdagsmannen Björn Frithiofsson Holmgren, läkaren Gunnar Holmgren och elektroingenjören Torsten Holmgren, brorson till fysikprofessorn Albert Holmgren i Lund och systerson till kammarjunkaren och genealogen Carl Herman Tersmeden. På mödernet var Holmgren ättling till den berömde 1700-talsläkaren Nils Rosén von Rosenstein.

### Utbildning och karriär
Efter studentexamen 1889 inskrevs Holmgren som medicine studerande vid Uppsala universitet där han tog medicine kandidatexamen 1895. Han tjänstgjorde därefter först vid Akademiska sjukhuset i Uppsala, sedan Serafimerlasarettet i Stockholm. Under sistnämnda tjänstgöring smittades han av tuberkulos och fick lungsäcksinflammation men återhämtade sig. Samtidigt dog hans far, vilket gjorde Holmgrens ekonomiska situation mycket svår. Tack vare understöd från sin ingifte morbror, landshövdingen Filip Boström, lyckades han dock studera vidare och avlägga medicine licentiatexamen vid Karolinska institutet 1902. Parallellt fortsatte han att tjänstgöra vid olika sjukhus i bland annat Stockholm och Falköping. Han var också 1898–1901 först vice ordförande och senare ordförande för Medicinska Föreningen.
Efter licentiatexamen blev Holmgren underläkare och tjänstgjorde bland annat vid Epidemisjukhuset i Stockholm, Sabbatsbergs sjukhus och Serafimerlasarettet. 1906-09 var han lasarettsläkare i Falun och skrev under denna tid sin doktorsavhandling (1909). Han återvände därefter till Stockholm och blev överläkare vid S:t Görans sjukhus. Samma år blev han docent. 1910-12 gjorde han studieresor till Hamburg respektive Sicilien, Berlin och Bern. Återkommen från den sista resan sökte Holmgren professuren i medicin vid Karolinska institutet och erhöll 1913 denna, en post han upprätthöll till 1936.
Vid sidan av professuren var Holmgren i mer än 20 år (1914–1936) överläkare vid och föreståndare för Serafimerlasarettet, vid vilket han lät genomföra stora ombyggnader och moderniseringar, bland annat genom införandet av enskilda mottagningsrum för läkarna. Han var även ledamot av Medicinalstyrelsens vetenskapliga råd 1915–1917 och ordförande för Svenska läkaresällskapet 1924–1925.

### Politiskt engagemang
Politiskt var Holmgren i ungdomen radikal, sedermera mer liberal. Redan 1906 uppfördes han av Stockholms arbetarekommun som kandidat till stadsfullmäktige men tvangs avböja detta för sin flytt till Falun. Sin tjänst på denna ort blev han uppsagd från efter att ekonomiskt ha stöttat storstrejken 1909. Han agiterade för alkoholförbud och - liksom sin mor - för kvinnlig rösträtt.
Åren 1926–1933 satt han som riksdagsman i första kammaren för Frisinnade folkpartiet som representant för Göteborgs och Bohus läns valkrets. I riksdagen var han bland annat suppleant i bevillningsutskottet 1926–1931 och i statsutskottet 1933. Som riksdagsledamot var han särskilt engagerad i hälso- och sjukvårdsfrågor, men bland hans initiativ kan också nämnas en interpellation 1933 för att uppmärksamma att svenska medborgare avskedats från sina befattningar i det nazistiska Tyskland.
Under första världskriget hade Holmgren varit öppet antitysk, och under andra världskriget var han en känd antifascist. Han var bland annat medlem i den antinazistiska organisationen Tisdagsklubben. Holmgren arbetade bland annat tillsammans med socialisten och tidningen Trots Allt!:s chefredaktör Ture Nerman i kampen mot nazismen. År 1942 skrev Holmgren boken Nazisthelvetet, för vilken han dömdes till fängelsestraff, anklagad för att bryta mot den svenska neutraliteten. Även Ture Nerman dömdes till fängelse under liknande omständigheter. Holmgren blev slutligen benådad och bestämde sig för att ge ut exakt samma bok igen, men nu med titeln Nazistparadiset. Det blev denna gång ingen påföljd.
År 1959, två år före sin död, gav Israel Holmgren ut sin självbiografi, Mitt liv, i två delar.